# Louis Breguet

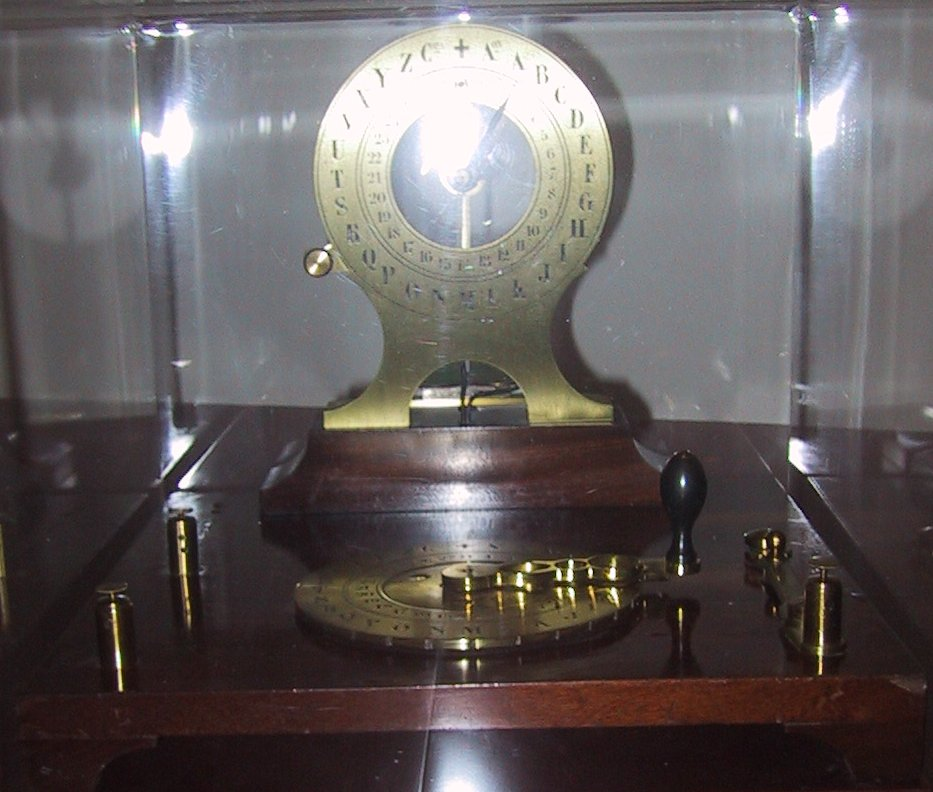
Breguetův telegraf (1844)

Louis Clément François Breguet ([lui kléman fransoa brege] 22. prosince 1804 Paříž – 27. října 1883 tamt.) byl francouzský hodinář, fyzik a vynálezce, který se podílel na vynálezu a zavedení telegrafie.

## Život
Jako vnuk slavného hodináře A. L. Bregueta, který měl převzít rodinnou firmu, se vyučil hodinářem ve Švýcarsku, a 1833 firmu převzal. Vyráběl hlavně námořní i astronomické chronometry a komplikované kapesní hodinky, ale zajímal se především o elektrotechniku. Roku 1844 byl pověřen výstavbou experimentální telegrafní linky na železniční trati Paříž – Rouen a roku 1856 postavil centrální síť veřejných hodin v Lyonu. Roku 1866 si dal patentovat hodiny, řízené velkou ladičkou místo kyvadla. Roku 1870 svěřil řízení firmy Edwardu Brownovi, jehož rodina ji pak sto let vedla, a sám se věnoval svým pokusům a telegrafii. Zkonstruoval rotující zrcadlo, kterým Fizzeau a Foucault měřili rychlost světla.
Roku 1846 byl vyznamenán Řádem čestné legie a roku 1874 byl zvolen čestným členem francouzské akademie věd. Je také jedním ze 72 významných mužů, jejichž jméno je zapsáno na Eiffelově věži v Paříži.